# Station Ngawi
Ngawi (voormalig Paron) is een spoorwegstation in de Indonesische provincie Oost-Java. Dit station, dat is +56 m hoogte, bevindt zich in 7e Werkgebied van Madiun.
Het stationsnaam was 1 december 2019 gewijzigd.

## Bestemmingen
- Bangunkarta:  naar Station Jombang en Station Pasar Senen
- Malabar:  naar Station Malang en Station Bandung
- Pasundan:  naar Station Kiaracondong en Station Surabaya Gubeng
- Kahuripan:  naar Station Padalarang en Station Kediri
- Gaya Baru Malam Selatan:  naar Station Jakarta Kota en Station Surabaya Gubeng
- Brantas:  naar Station Tanahabang en Station Kediri
- Matarmaja:  naar Station Pasar Senen en Station Malang
- Sri Tanjung:  naar Station Lempuyangan en Station Banyuwangi Baru
- Logawa:  naar Station Purwokerto en Station Jember